# 大野芋
大野芋（学名：Leucocasia gigantea）是天南星科芋属的植物。分布於馬來半岛、中南半岛及中華人民共和國的四川、云南、安徽、上海、浙江、福建、江西、广东、广西等地，生长于海拔100米至700米的地区，一般生长在石灰岩地区、沟谷地带、林下湿地或石缝中。可食用，外觀近似同科且有毒的姑婆芋，切勿搞混。

## 描述
大野芋為常綠多年生草本植物，植株可長達3米，葉片和莖部均為綠色，花具有均為白色的佛燄苞及肉穗花序，花期為冬季至初夏（日本）。在爪哇，大野芋的塊莖有時被用作調味料。乾燥後，可保存數月至數年，使其適合用作救荒食物。

## 各地別名及用途

### 日本
在日本，大野芋常被稱為ハスイモ（白芋）或蓮芋，是高知縣和德島縣的農林產物。由於當地的大野芋是由沖繩縣（琉球群島）引入，因此大野芋在當地也被稱為リュウキュウ（音即琉球）。在高知縣西部和愛媛縣南予地方的部分地區，大野芋也被稱為ツイモ（tsu-imo）。當地人會取其海綿狀的莖，把它部分剝皮，在水中浸泡一段時間以除去黏液，撒上少許鹽，擠出水分，然後用於醋物（膾）、沙拉、刺身的裝飾、燉菜（煮しめ）、味噌湯等。在高知縣，大野芋的莖會被用於製作一道稱為琉球壽司（リュウキュウ寿司）的料理。在沖繩，大野芋的莖則常被用作烹調雜炒及味噌湯。
在肥後國，約為現今的九州熊本縣，乾掉的大野芋莖被稱為「肥後芋莖」，並在歷史曾被（主要為女性）用作性玩具。

### 越南
大野芋在越南被稱為dọc mùng。於越南南部部分省份，它亦被稱為bạc hà（但在越南北部，該詞意思為薄荷），並在當地常被用於烹調酸魚湯（Canh chua / 羹䣷）和米粉。

### 泰國
在泰國，大野芋（泰語：ตูน）為當地濕地的野生植物，當地人會把它生吃，用於泰式辣醬、青木瓜沙拉、拉帕等料理中。此外，其嫩葉和莖亦會用於烹調泰式酸咖哩（kaeng som）。

### 西方國家
在西方國家，它作為一種農作物或食品成分並不常見，並且有多種名稱，容易與其他品種混淆。在英語中，大野芋的莖常被稱作「越南大黃」（Vietnamese rhubarb），但實際上並非大黃。其他別名包括「象耳」（Elephant ear）、「巨芋」（Giant Taro）、「印度芋頭」（英語：Indian Taro；法語：colocase de l'Inde）等。

## 與姑婆芋的關係
大野芋在許多方面與蘭嶼姑婆芋（學名：Alocasia macrorrhizos）相似，而大野芋亦可能是透過芋頭和蘭嶼姑婆芋之間的自然雜交而產生的。蘭嶼姑婆芋在越南山區被採集為豬飼料。在印度，蘭嶼姑婆芋有時會被長期烹煮，以用作救援食品。
混淆大野芋與姑婆芋（學名：Alocasia odora）是危險的。姑婆芋在日本主要作為觀賞植物栽培，由於其葉子形狀與芋頭、大野芋相似，不小心誤食引起食物中毒的案例不少，厚生省已警告人們不要食用姑婆芋。然而，姑婆芋有時會在中國和越南被用作藥用。

## 圖像

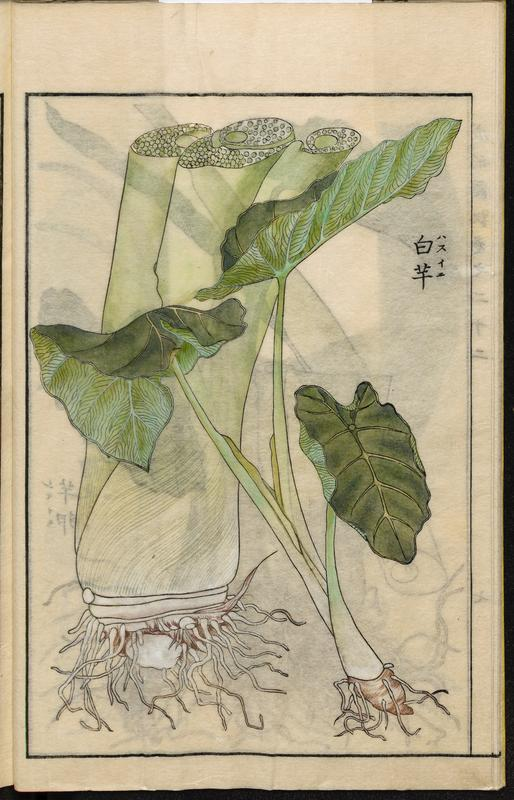
大野芋（白芋）的畫像
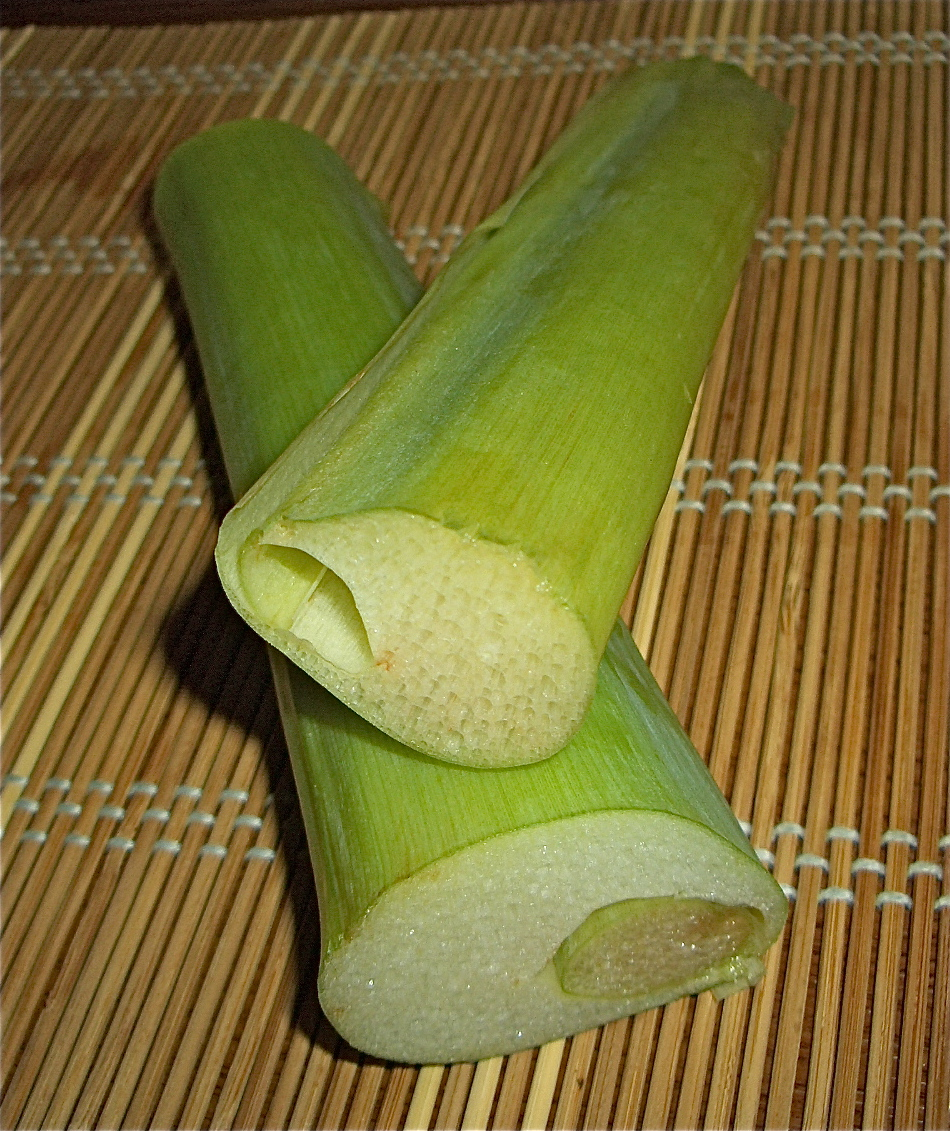
大野芋呈海綿狀的莖部